# Santa María la Antigua del Darién

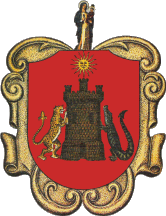
Wappen von Santa María la Antigua del Darién.

Santa María la Antigua del Darién war eine der ersten Städte, die von den spanischen Entdeckern und Konquistadoren auf dem amerikanischen Festland gegründet und dauerhaft etabliert werden sollten. Einige Quellen nennen Santa María la Antigua del Darién oder Cumaná als erste größere Siedlung der Spanier auf dem amerikanischen Festland. Das am Rand der Karibik (Golf von Darién) in der Región del Darién, im heutigen kolumbianischen Departamento del Chocó gelegene Santa María la Antigua wurde Ende 1510 von Martín Fernández de Enciso und Vasco Núñez de Balboa gegründet, wie der Chronist Fray Bartolomé de Las Casas berichtete.
| Santa María la Antigua del Darién |

| Lokalisierung von Departamento del Chocó in Kolumbien |

Pedro Arias Dávila wurde 1514 Gouverneur der Region und versuchte dort 2000 Menschen anzusiedeln, wo zwar Mais- und Maniok-Anbau sowie Schweinezucht möglich schien, aber die Einheimischen sich nicht widerstandslos zur Arbeit nötigen ließen und Krankheiten der Bevölkerung zusetzten, so dass 1523 der Gouverneur die Siedlung räumen ließ zugunsten der 1519 gegründeten Stadt Panama. 1524 wurden die Reste der Ansiedlung von Indianern zerstört und niedergebrannt.